# Esistenza di Yang-Mills e del gap di massa
In fisica matematica, il problema sull'esistenza di Yang-Mills e del gap di massa è un problema aperto e uno dei sette problemi per il millennio definiti dall'Istituto matematico Clay, che ha offerto un premio di 1000000 $ per la sua soluzione.
Il problema è formulato come segue:
In questo enunciato, una teoria di Yang-Mills è una teoria quantistica dei campi non abeliana simile a quella soggiacente al modello standard della fisica delle particelle; {\displaystyle \mathbb {R} ^{4}} è il 4-spazio euclideo; il gap di massa Δ è la massa della particella più leggera prevista dalla teoria.
Quindi, per risolvere il problema bisogna dimostrare che:
- la teoria di Yang-Mills esiste e soddisfa il rigore richiesto dalla fisica matematica contemporanea, in particolare dalla teoria quantistica dei campi costruttiva;[2][3]
- la massa della particella meno massiva prevista dalla teoria è strettamente positiva.

Per esempio, nel caso di G=SU(3), cioè l'interazione nucleare forte, per vincere il premio bisogna dimostrare che le glueball hanno un limite inferiore alla massa, e quindi non possono essere arbitrariamente leggere.
Il problema generale di determinare la presenza di un gap spettrale in un sistema si crede sia indecidibile.

## Contesto
(Dalla descrizione del problema dell'Istituto Clay scritta da Arthur Jaffe e Edward Witten.)
Il problema richiede la costruzione di una teoria dei campi che soddisfa gli assiomi di Wightman e che mostri l'esistenza di un gap di massa.

### Gli assiomi di Wightman
Gli assiomi di Wightman devono essere soddisfatti da una teoria di campo per essere rigorosa dal punto di vista matematico. Sono quattro:
Assioma W0 (assunzioni della meccanica quantistica relativistica)
La meccanica quantistica è stata descritta da von Neumann; in particolare, gli stati puri sono dati da raggi (sottospazi uno-dimensionali) di un certo spazio di Hilbert complesso separabile.
Gli assiomi di Wightman richiedono che il gruppo di Poincaré agisca in modo unitario sullo spazio di Hilbert. In altre parole, hanno operatori dipendenti dalla posizione, detti campi quantistici, che formano rappresentazioni covarianti del gruppo di Poincaré.
Il gruppo delle traslazioni spazio-temporali è commutativo, e quindi gli operatori possono essere simultaneamente diagonalizzati. I generatori di questi gruppi danno quattro operatori autoaggiunti {\displaystyle P_{0},P_{j}}, j = 1, 2, 3, che trasformano sotto il gruppo omogeneo come un quadrivettore, il quadrimpulso.
La seconda parte dell'assioma zero di Wightman è che la rappresentazione U(a, A) soddisfa la condizione spettrale, che lo spettro simultaneo dell'energia-impulso è contenuto nel cono in avanti:
{\displaystyle P_{0}\geq 0,\dots ,P_{0}^{2}-P_{j}P_{j}\geq 0.}
La terza parte è che c'è un unico stato, rappresentato da un raggio nello spazio di Hilbert, che è invariante sotto l'azione del gruppo di Poincaré. Viene chiamato vuoto.
Assioma W1 (assunzioni sul dominio e sulla continuità del campo)
Per ogni funzione di prova f, esiste un insieme di operatori {\displaystyle A_{1}(f),\ldots ,A_{n}(f)} che, insieme ai loro aggiunti, sono definiti in un sottoinsieme denso dello spazio di Hilbert, contenente il vuoto. I campi A sono distribuzioni temperate a valori operatoriali. Lo spazio degli stati di Hilbert è generato dai polinomi su campi agenti sul vuoto (condizione di ciclicità).
W2 (legge di trasformazione del campo)
I campi sono covarianti sotto l'azione del gruppo di Poincaré, e trasformano secondo una qualche rappresentazione S del gruppo di Lorentz, o SL(2,C) se lo spin non è intero:
{\displaystyle U(a,L)^{\dagger }A(x)U(a,L)=S(L)A(L^{-1}(x-a)).}
W3 (commutatività locale o causalità microscopica)
Se i supporti di due campi hanno una separazione di tipo spazio, allora i campi o commutano o anticommutano.
La ciclicità di un vuoto, e l'unicità di un vuoto sono talvolta considerate separatamente. Inoltre, c'è la proprietà della completezza asintotica—secondo la quale lo spazio degli stati di Hilbert è generato dagli spazi asintotici {\displaystyle H^{in}} e {\displaystyle H^{out}}, che appaiono nella matrice S. L'altra importante proprietà della teoria dei campi è il gap di massa che non è richiesto dagli assiomi: lo spettro dell'energia-momento ha un gap tra zero e un qualche numero positivo.

### Gap di massa
In teoria quantistica dei campi, il gap di massa è la differenza di energia tra il livello energetico più basso (il vuoto) e il primo livello energetico più alto. L'energia del vuoto è zero per definizione, e assumendo che tutti i livelli energetici possano essere pensati come particelle in onde piane, il gap di massa è la massa della particella più leggera.
Dato un campo reale {\displaystyle \phi (x)}, si può dire che la teoria ha un gap di massa se la funzione a due punti ha la proprietà
{\displaystyle \langle \phi (0,t)\phi (0,0)\rangle \sim \sum _{n}A_{n}\exp \left(-\Delta _{n}t\right)}
dove {\displaystyle \Delta _{0}>0} è il minimo valore di energia nello spettro dell'hamiltoniana e quindi il gap di massa. Questa quantità, facile da generalizzare ad altri campi, è tipicamente misurata nei calcoli su reticolo. Fu dimostrato in questo modo il fatto che la teoria di Yang-Mills sviluppa un gap di massa su reticolo.

## Importanza della teoria di Yang-Mills
Le teorie quantistiche dei campi in 4 dimensioni non banali (interagenti) più note sono teorie di campo efficaci con una scala di cutoff. Siccome la funzione beta è positiva per la maggior parte dei modelli, pare che la maggior parte di tali modelli abbiano un polo di Landau perché non è affatto chiaro se hanno punti fissi UV o meno. Questo significa che se una tale QFT è ben definita a tutte le scale, come deve essere per soddisfare gli assiomi della teoria quantistica dei campi assiomatica, dovrebbe essere banale (cioè una teoria di campo libero, non interagente).
La teoria quantistica di Yang-Mills con un gruppo di gauge non abeliano e senza quark è un'eccezione, perché questa teoria è caratterizzata dalla libertà asintotica, e ciò significa che ha un punto fisso UV banale. Pertanto è la più semplice QFT costruttiva non banale in 4 dimensioni. (La QCD è una teoria più complicata perché coinvolge i quark).

### Confinamento dei quark
Al livello di rigore della fisica teorica, è chiaramente stabilito che la teoria di Yang-Mills per un gruppo di Lie non abeliano esibisce una proprietà conosciuta come confinamento; tuttavia il rigore della fisica matematica ha requisiti più stringenti. Una conseguenza di questa proprietà è che sopra la scala del confinamento, le cariche di colore sono connesse da tubi di flusso cromodinamici e ciò porta a un potenziale lineare tra le cariche. Pertanto la carica di colore libera e i gluoni non possono esistere. In assenza di confinamento, ci si aspetterebbe di vedere gluoni privi di massa, ma siccome sono confinati, si vedrebbero solo stati legati di gluoni a colore neutro, chiamati glueball. Se le glueball esistono, sono massive, e per questo ci si aspetta l'esistenza di un gap di massa.